# Мирное (Кобелякский район)
Ми́рное (укр. Мирне; до 2016 г. Фру́нзе) — село, Жуковский сельский совет, Кобелякский район, Полтавская область, Украина.
Код КОАТУУ — 5321882005. Население по переписи 2001 года составляло 241 человек.

## Географическое положение
Село Мирное находится в 2-х км от правого берега реки Ворскла.
На расстоянии в 2 км расположены пгт Белики и село Жуки.
Рядом проходит железная дорога, станция Платформа 193 км.

## История
Есть на карте 1869 года как хутор без названия